# Maincy
Maincy est une commune française située dans le département de Seine-et-Marne, en région Île-de-France.

## Géographie

### Localisation
Le village est situé à 4 km au nord-est de Melun.
Le château de Vaux-le-Vicomte et son parc occupent un bon tiers du territoire de la commune.

### Communes limitrophes
| Rubelles      | Saint-Germain-Laxis | Moisenay      |
| Melun         | Maincy              |               |
| Vaux-le-Pénil |                     | Sivry-Courtry |

### Hydrographie

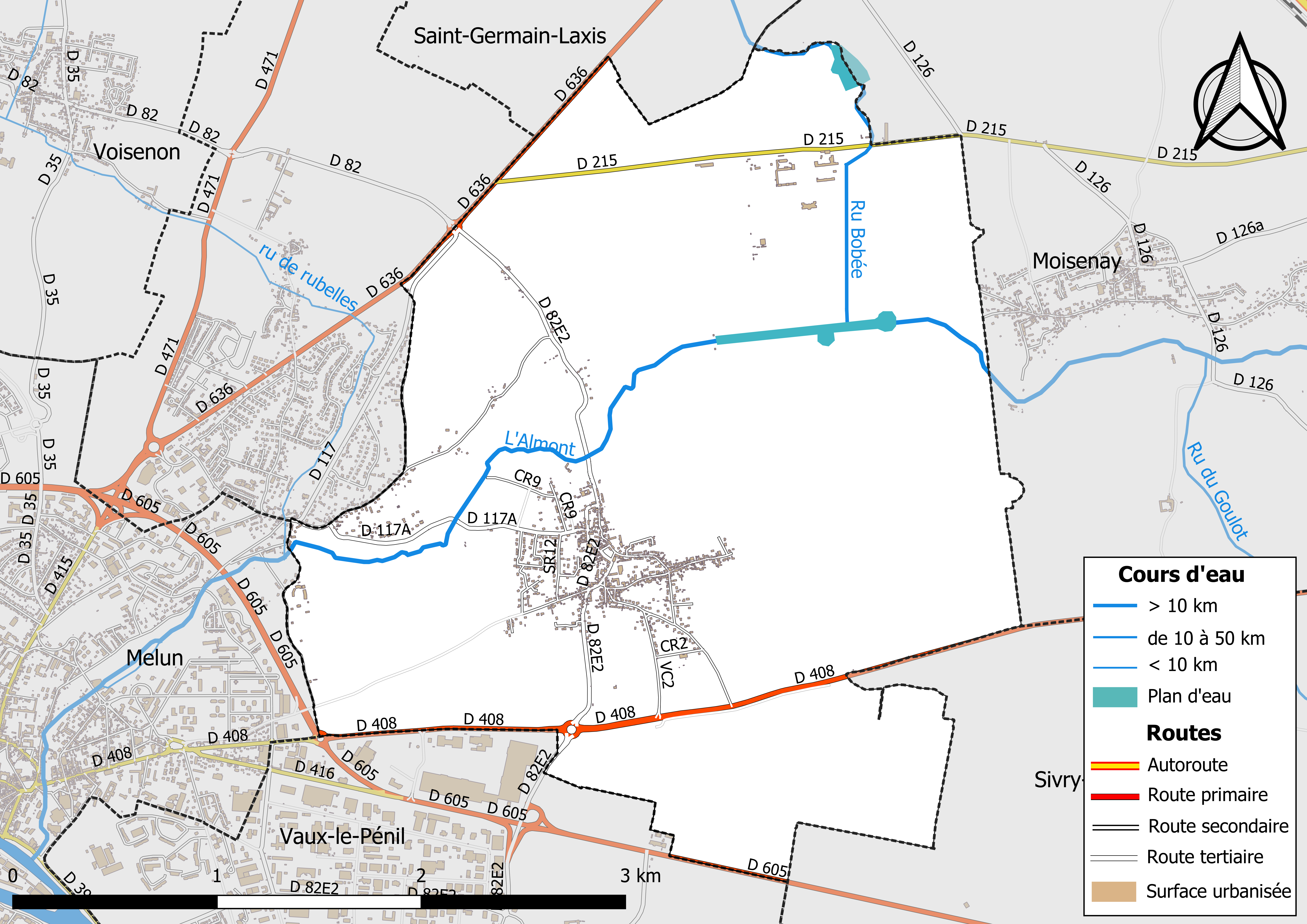
Carte des réseaux hydrographique et routier de Maincy.

Le réseau hydrographique de la commune se compose de deux cours d'eau référencés :
- la rivière l’Almont (ou ru d'Ancœur ou ru de Courtenain), longue de 42,15 km[1], affluent de la Seine en rive droite ; 
  - le ru Bobée, 11,13 km[2], affluent de l’Almont.

La longueur totale des cours d'eau sur la commune est de 6,1 km.

### Climat
Pour des articles plus généraux, voir Climat de l'Île-de-France et Climat de Seine-et-Marne.
En 2010, le climat de la commune est de type climat océanique dégradé des plaines du Centre et du Nord, selon une étude du CNRS s'appuyant sur une série de données couvrant la période 1971-2000. En 2020, Météo-France publie une typologie des climats de la France métropolitaine dans laquelle la commune est exposée à un climat océanique altéré et est dans une zone de transition entre les régions climatiques « Sud-ouest du bassin Parisien » et « Nord-est du bassin Parisien ».
Pour la période 1971-2000, la température annuelle moyenne est de 11,1 °C, avec une amplitude thermique annuelle de 15,3 °C. Le cumul annuel moyen de précipitations est de 708 mm, avec 10,9 jours de précipitations en janvier et 7,9 jours en juillet. Pour la période 1991-2020, la température moyenne annuelle observée sur la station météorologique la plus proche, située sur la commune de Montereau-sur-le-Jard à 5 km à vol d'oiseau, est de 11,6 °C et le cumul annuel moyen de précipitations est de 657,9 mm,. Pour l'avenir, les paramètres climatiques de la commune estimés pour 2050 selon différents scénarios d'émission de gaz à effet de serre sont consultables sur un site dédié publié par Météo-France en novembre 2022.
| Mois                                  | jan.             | fév.             | mars             | avril           | mai             | juin           | jui.          | août           | sep.           | oct.            | nov.            | déc.             | année      |
| ------------------------------------- | ---------------- | ---------------- | ---------------- | --------------- | --------------- | -------------- | ------------- | -------------- | -------------- | --------------- | --------------- | ---------------- | ---------- |
| Température minimale moyenne (°C)     | 1,6              | 1,4              | 3,4              | 5,4             | 9               | 12,1           | 13,9          | 13,7           | 10,7           | 8,1             | 4,5             | 2,2              | 7,2        |
| Température moyenne (°C)              | 4,2              | 4,9              | 7,9              | 10,8            | 14,3            | 17,5           | 19,8          | 19,6           | 16             | 12,2            | 7,6             | 4,7              | 11,6       |
| Température maximale moyenne (°C)     | 6,9              | 8,3              | 12,5             | 16,2            | 19,7            | 23             | 25,6          | 25,5           | 21,4           | 16,3            | 10,6            | 7,3              | 16,1       |
| Record de froid (°C) date du record   | −19,8 17.01.1985 | −19,7 14.02.1956 | −10,3 12.03.1958 | −4,6 12.04.1986 | −2,1 07.05.1957 | 1,6 04.06.1975 | 4 08.07.1954  | 3,5 31.08.1986 | 0,4 24.09.1947 | −4,8 29.10.1985 | −9,3 24.11.1998 | −14,8 29.12.1964 | −19,8 1985 |
| Record de chaleur (°C) date du record | 16,9 05.01.1999  | 21,2 24.02.21    | 25,6 25.03.1955  | 29,5 30.04.1994 | 31,6 28.05.17   | 36,8 27.06.11  | 41,9 25.07.19 | 38,9 12.08.03  | 34,4 15.09.20  | 29,4 01.10.1985 | 22,1 07.11.15   | 17,6 07.12.00    | 41,9 2019  |
| Ensoleillement (h)                    | 595              | 829              | 1 429            | 1 882           | 2 163           | 2 261          | 2 347         | 2 253          | 1 804          | 1 185           | 684             | 544              | 17 975     |
| Précipitations (mm)                   | 50,9             | 46               | 46,6             | 48,8            | 61,9            | 58,1           | 59,4          | 54,2           | 54             | 58,5            | 56,3            | 63,2             | 657,9      |

### Milieux naturels et biodiversité
Aucun espace naturel présentant un intérêt patrimonial n'est recensé sur la commune dans l'inventaire national du patrimoine naturel,,.

## Urbanisme

### Typologie
Au 1er janvier 2024, Maincy est catégorisée ceinture urbaine, selon la nouvelle grille communale de densité à sept niveaux définie par l'Insee en 2022.
Elle est située hors unité urbaine. Par ailleurs la commune fait partie de l'aire d'attraction de Paris, dont elle est une commune de la couronne,. Cette aire regroupe 1 929 communes,.

### Lieux-dits et écarts
La commune compte 96 lieux-dits administratifs répertoriés consultables ici dont le Clos de Beaune, les Coudrays, Trois-Moulins (partagé avec les communes de Melun et de Rubelles).

### Occupation des sols
L'occupation des sols de la commune, telle qu'elle ressort de la base de données européenne d’occupation biophysique des sols Corine Land Cover (CLC), est marquée par l'importance des territoires agricoles (40,3 % en 2018), une proportion sensiblement équivalente à celle de 1990 (40 %). La répartition détaillée en 2018 est la suivante : 
terres arables (40,3% ), forêts (37,7% ), espaces verts artificialisés, non agricoles (12,3% ), zones urbanisées (9,2% ), zones industrielles ou commerciales et réseaux de communication (0,4 %).
Parallèlement, L'Institut Paris Région, agence d'urbanisme de la région Île-de-France, a mis en place un inventaire numérique de l'occupation du sol de l'Île-de-France, dénommé le MOS (Mode d'occupation du sol), actualisé régulièrement depuis sa première édition en 1982. Réalisé à partir de photos aériennes, le Mos distingue les espaces naturels, agricoles et forestiers mais aussi les espaces urbains (habitat, infrastructures, équipements, activités économiques, etc.) selon une classification pouvant aller jusqu'à 81 postes, différente de celle de Corine Land Cover,,. L'Institut met également à disposition des outils permettant de visualiser par photo aérienne l'évolution de l'occupation des sols de la commune entre 1949 et 2018.

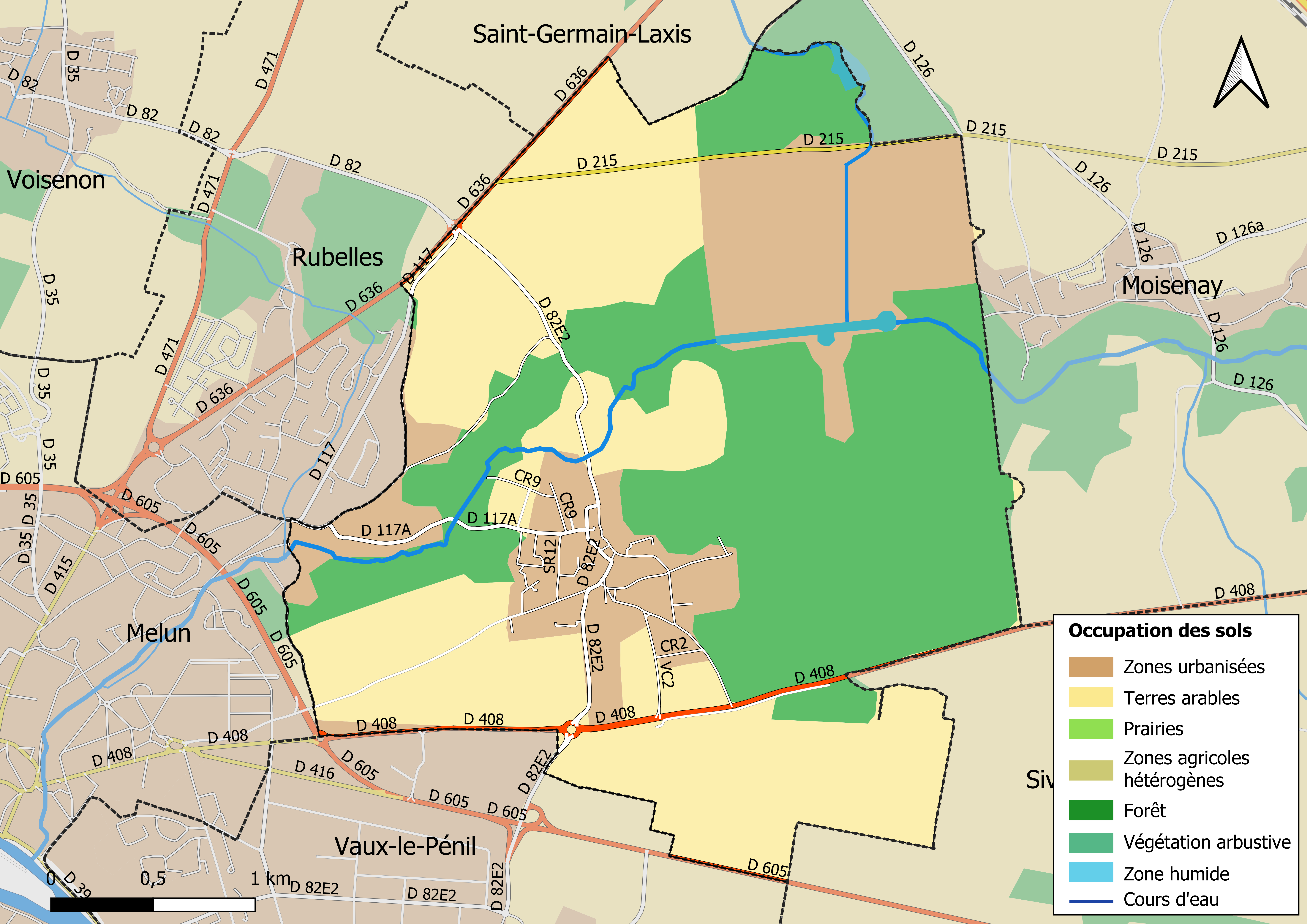
Carte des infrastructures et de l'occupation des sols en 2018 (CLC) de la commune.
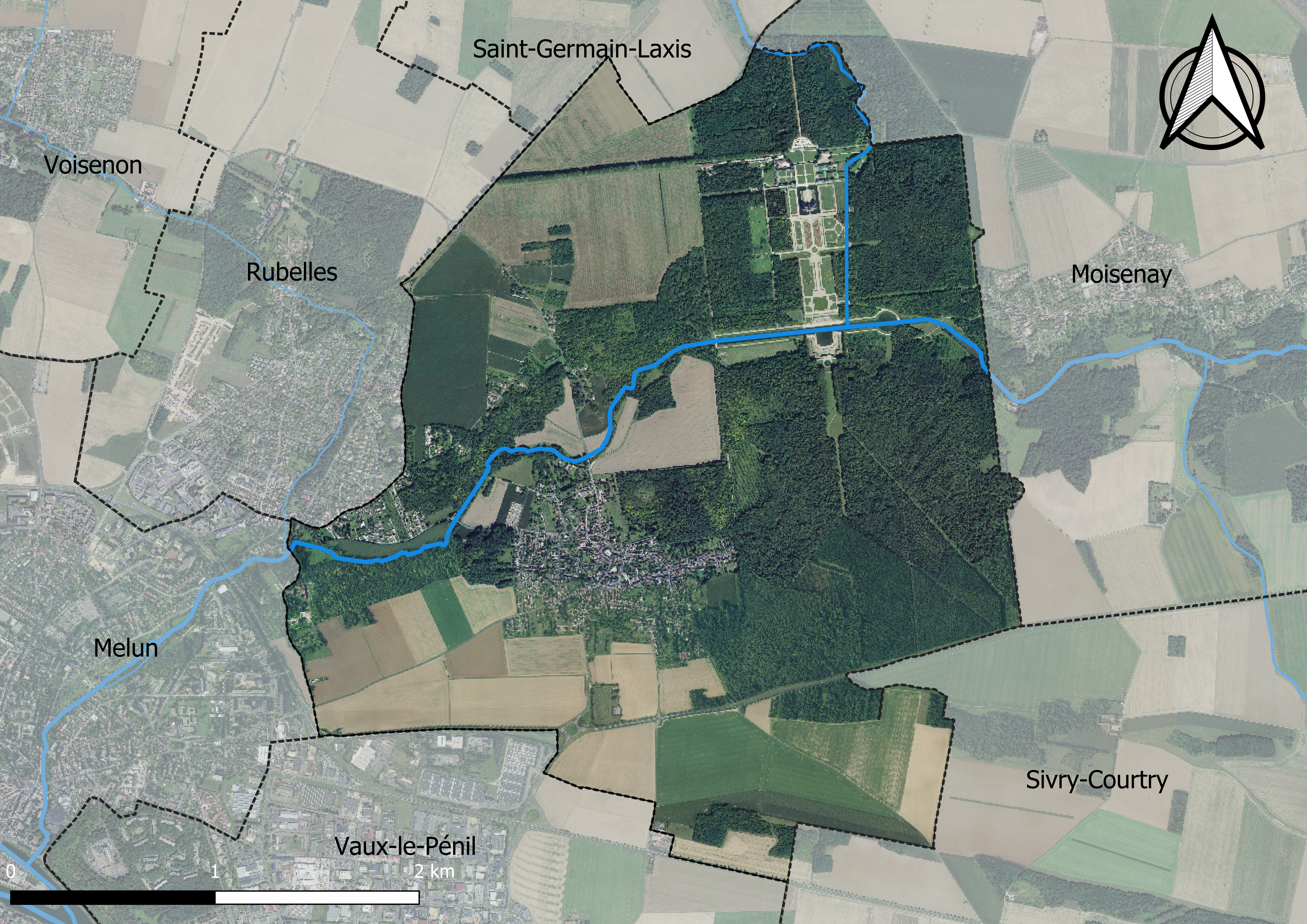
Carte orhophotogrammétrique de la commune.

### Planification
La loi SRU du 13 décembre 2000 a incité les communes à se regrouper au sein d’un établissement public, pour déterminer les partis d’aménagement de l’espace au sein d’un SCoT, un document d’orientation stratégique des politiques publiques à une grande échelle et à un horizon de 20 ans et s'imposant aux documents d'urbanisme locaux, les PLU (Plan local d'urbanisme). La commune est dans le territoire du SCOT Région melunaise, dont l'élaboration a été engagée de 2013 à 2015, puis poursuivie à partir de 2017 sur un périmètre différent et porté par la communauté d'agglomération Melun Val de Seine.
La commune disposait en 2019 d'un plan local d'urbanisme en révision. Le zonage réglementaire et le règlement associé peuvent être consultés sur le Géoportail de l'urbanisme.

### Habitat et logement
En 2019, le nombre total de logements dans la commune était de 798, alors qu'il était de 748 en 2014 et de 721 en 2009.
Parmi ces logements, 91 % étaient des résidences principales, 2,3 % des résidences secondaires et 6,7 % des logements vacants. Ces logements étaient pour 82,8 % d'entre eux des maisons individuelles et pour 17,2 % des appartements.
Le tableau ci-dessous présente la typologie des logements à Maincy en 2019 en comparaison avec celle de Seine-et-Marne et de la France entière. Une caractéristique marquante du parc de logements est ainsi une proportion de résidences secondaires et logements occasionnels (2,3 %) inférieure à celle du département (3 %) et de  celle de la France entière (9,7 %). Concernant le statut d'occupation de ces logements, 81,7 % des habitants de la commune sont propriétaires de leur logement (85 % en 2014), contre 61,8 % pour la Seine-et-Marne et 57,5 pour la France entière.
| Typologie                                               | Maincy | Seine-et-Marne | France entière |
| ------------------------------------------------------- | ------ | -------------- | -------------- |
| Résidences principales (en %)                           | 91     | 90,2           | 82,1           |
| Résidences secondaires et logements occasionnels (en %) | 2,3    | 3              | 9,7            |
| Logements vacants (en %)                                | 6,7    | 6,8            | 8,2            |

### Voies de communication et transports
La commune est desservie par la ligne d’autocars N° 37A (Ozouer-le-Voulgis – Melun) du réseau de bus Pays Briard.
Le village et la commune sont traversés par le sentier de grande randonnée GR 1, entre Melun à l'ouest et Moisenay au nord-est.

## Toponymie
Le nom de la localité est mentionné sous les formes Minciacum en 1085 ; Minciacum en 1218 ; Minci en 12885 ; Molendina de Minciaco au XIIIe siècle ; Altare de Meinciaco vers 1350 (Pouillé) ; Mainci en 1385 ; Mainsy en 1400 ; Mainciacum en 1488 ; Mincy près Melun au XVe siècle ; Mancy en 1607.

## Histoire
Maincy a été créé au Moyen Âge, comme en témoigne son église romane. C'était le village rattaché au château de Vaux-le-Vicomte, au XVIIe siècle. Auparavant, la manufacture des Gobelins était dans ce village. Elle a été déplacée à Paris par ordre du roi Louis XIV, qui avait évincé Nicolas Fouquet, son surintendant des Finances, et premier propriétaire de Vaux-le-Vicomte.

## Politique et administration

### Rattachements administratifs et électoraux
La commune se trouve dans l'arrondissement de Melun du département de Seine-et-Marne. Pour l'élection des députés, elle fait partie de la troisième circonscription de Seine-et-Marne.
Elle faisait partie depuis 1801 du canton de Melun-Nord. Dans le cadre du redécoupage cantonal de 2014 en France, elle fait désormais partie du canton de Melun.

### Intercommunalité
La commune était membre depuis 2008 de la petite Communauté de communes Vallées et Châteaux.
Dans le cadre des dispositions de la loi portant nouvelle organisation territoriale de la République (Loi NOTRe) du 7 août 2015, qui prévoit que les établissements publics de coopération intercommunale (EPCI) à fiscalité propre doivent avoir un minimum de 15 000 habitants, la commission départementale de coopération intercommunale (CDCI) réunie le 8 mars 2016 a acté au schéma départemental de coopération intercommunale 2016 l'intégration des communes de Limoges-Fourches, Lissy et Maincy à la Communauté d'agglomération Melun Val de Seine (CAMVS), malgré l'opposition de cette dernière,, désormais membre de la CAMVS.

### Politique locale
Afin de protester contre l'intégration de la commune à la Communauté d'agglomération Melun Val de Seine, sept des dix-neuf conseillers municipaux démissionnent fin 2016, entrainant la tenue le 22 janvier 2017 d'élections municipales et communautaires partielles où le maire sortant, Alain Viel, ne se représentait pas,.

### Liste des maires
| Période                                  | Période                        | Identité         | Étiquette | Qualité                                                                                |
| ---------------------------------------- | ------------------------------ | ---------------- | --------- | -------------------------------------------------------------------------------------- |
| Les données manquantes sont à compléter. |                                |                  |           |                                                                                        |
| mars 1989                                | juin 1995                      | Alain MARTIN     | SE        | pharmacien                                                                             |
| juin 1995                                | 2001                           | Jean Daudet      |           |                                                                                        |
| mars 2001                                | 2008                           | Pascale Coffinet |           |                                                                                        |
| mars 2008                                | janvier 2017                   | Alain Viel       |           | Chirurgien dentiste Mandat écourté par la démission d'une partie du conseil municipal. |
| 27 janvier 2017                          | En cours (au 1er février 2023) | Alain Plaisance  | SE        | Cadre de l’industrie électronique retraité. Réélu pour le mandat 2020-2026             |

### Distinctions et labels
Maincy, connue pour le château de Vaux-le-Vicomte ou le tableau de Paul Cézanne « pont de Maincy » et de nombreux autres éléments patrimoniaux, après avoir candidaté en 2013  pour l'émission Le Village préféré des Français en tant que représentante de la région Île-de-France (où elle se classe finalement 22e et dernière), est labelisée en 2022  « Petite Cité de caractère », la seule d'Île-de-France

## Équipements et services publics

### Eau et assainissement
L’organisation de la distribution de l’eau potable, de la collecte et du traitement des eaux usées et pluviales relève des communes. La loi NOTRe de 2015 a accru le rôle des EPCI à fiscalité propre en leur transférant cette compétence. Ce transfert devait en principe être effectif au 1er janvier 2020, mais la loi Ferrand-Fesneau du 3 août 2018 a introduit la possibilité d’un report de ce transfert au 1er janvier 2026,.

#### Assainissement des eaux usées
En 2020, la gestion du service d'assainissement collectif de la commune de Maincy est assurée par la communauté d'agglomération Melun Val de Seine (CAMVS) pour la collecte, le transport et la dépollution. Ce service est géré en délégation par une entreprise privée, dont le contrat arrive à échéance le 31 juillet 2022,,.
L’assainissement non collectif (ANC) désigne les installations individuelles de traitement des eaux domestiques qui ne sont pas desservies par un réseau public de collecte des eaux usées et qui doivent en conséquence traiter elles-mêmes leurs eaux usées avant de les rejeter dans le milieu naturel. La communauté d'agglomération Melun Val de Seine (CAMVS) assure pour le compte de la commune le service public d'assainissement non collectif (SPANC), qui a pour mission de vérifier la bonne exécution des travaux de réalisation et de réhabilitation, ainsi que le bon fonctionnement et l’entretien des installations. Cette prestation est déléguée à l'entreprise Veolia, dont le contrat arrive à échéance le 31 juillet 2022,.

#### Eau potable
En 2020, l'alimentation en eau potable est assurée par la commune qui en a délégué la gestion à l'entreprise Veolia, dont le contrat expire le 31 décembre 2025,,.

## Population et société

### Démographie
L'évolution du nombre d'habitants est connue à travers les recensements de la population effectués dans la commune depuis 1793. Pour les communes de moins de 10 000 habitants, une enquête de recensement portant sur toute la population est réalisée tous les cinq ans, les populations de référence des années intermédiaires étant quant à elles estimées par interpolation ou extrapolation. Pour la commune, le premier recensement exhaustif entrant dans le cadre du nouveau dispositif a été réalisé en 2005.

En 2022, la commune comptait 1 833 habitants, en évolution de +8,21 % par rapport à 2016 (Seine-et-Marne : +3,92 %, France hors Mayotte : +2,11 %).
| 1793  | 1800 | 1806 | 1821 | 1831  | 1836  | 1841 | 1846  | 1851  |
| ----- | ---- | ---- | ---- | ----- | ----- | ---- | ----- | ----- |
| 1 077 | 889  | 891  | 965  | 1 029 | 1 037 | 986  | 1 021 | 1 050 |

| 1856  | 1861  | 1866  | 1872 | 1876 | 1881 | 1886 | 1891  | 1896  |
| ----- | ----- | ----- | ---- | ---- | ---- | ---- | ----- | ----- |
| 1 031 | 1 039 | 1 037 | 905  | 993  | 932  | 967  | 1 006 | 1 010 |

| 1901 | 1906 | 1911 | 1921 | 1926 | 1931  | 1936  | 1946  | 1954  |
| ---- | ---- | ---- | ---- | ---- | ----- | ----- | ----- | ----- |
| 875  | 822  | 806  | 808  | 854  | 1 013 | 1 012 | 1 056 | 1 246 |

| 1962  | 1968  | 1975  | 1982  | 1990  | 1999  | 2005  | 2006  | 2010  |
| ----- | ----- | ----- | ----- | ----- | ----- | ----- | ----- | ----- |
| 1 457 | 1 570 | 1 510 | 1 455 | 1 641 | 1 706 | 1 693 | 1 710 | 1 702 |

| 2015  | 2020  | 2022  | - | - | - | - | - | - |
| ----- | ----- | ----- | - | - | - | - | - | - |
| 1 699 | 1 819 | 1 833 | - | - | - | - | - | - |

### Secteurs d'activité

#### Agriculture
Maincy est dans la petite région agricole dénommée la « Brie française », (ou Basse-Brie), une partie de la Brie autour de Brie-Comte-Robert. En 2010, l'orientation technico-économique de l'agriculture sur la commune est la culture de céréales et d'oléoprotéagineux (COP).
Si la productivité agricole de la Seine-et-Marne se situe dans le peloton de tête des départements français, le département enregistre un double phénomène de disparition des terres cultivables (près de 2 000 ha par an dans les années 1980, moins dans les années 2000) et de réduction d'environ 30 % du nombre d'agriculteurs dans les années 2010. Cette tendance se retrouve au niveau de la commune où le nombre d’exploitations est passé de 4 en 1988 à 1 en 2010. Parallèlement, la taille de ces exploitations augmente, passant de 139 ha en 1988 à 499 ha en 2010.
Le tableau ci-dessous présente les principales caractéristiques des exploitations agricoles de Maincy, observées sur une période de 22 ans : 
|                                      | 1988 | 2000 | 2010 |
| ------------------------------------ | ---- | ---- | ---- |
| Dimension économique,                |      |      |      |
| Nombre d’exploitations (u)           | 4    | 4    | 1    |
| Travail (UTA)                        | 9    | 6    | 2    |
| Surface agricole utilisée (ha)       | 554  | 817  | 499  |
| Cultures                             |      |      |      |
| Terres labourables (ha)              | 547  | 813  | s    |
| Céréales (ha)                        | 408  | 471  | s    |
| dont blé tendre (ha)                 | 317  | s    | s    |
| dont maïs-grain et maïs-semence (ha) | 82   | s    | s    |
| Tournesol (ha)                       | 25   |      |      |
| Colza et navette (ha)                | 35   | 89   | s    |
| Élevage                              |      |      |      |
| Cheptel (UGBTA)                      | 0    | 0    | 2    |

## Culture locale et patrimoine

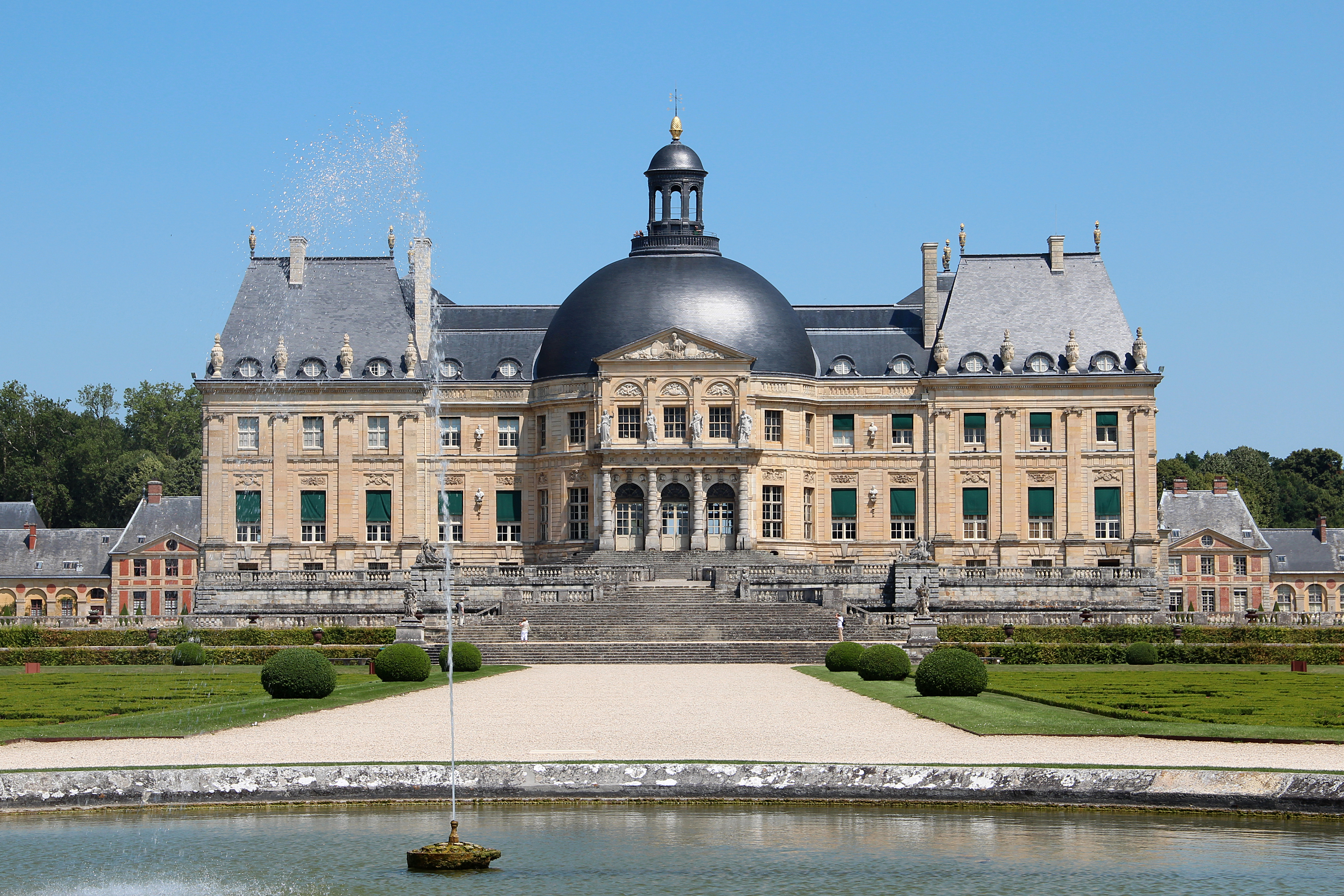
Le château de Vaux-le-Vicomte.

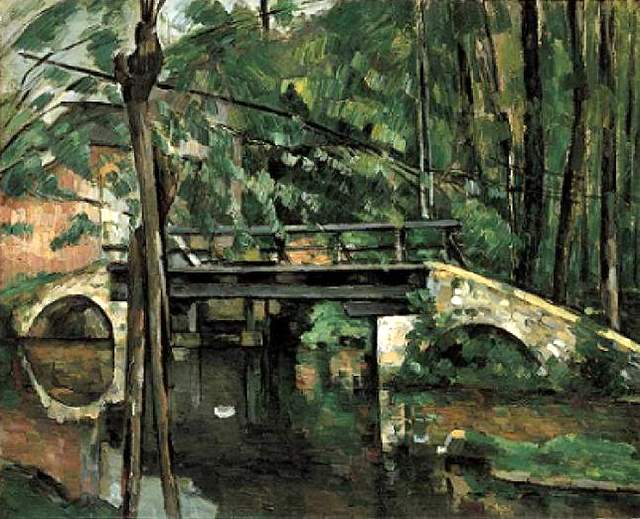
Pont de Maincy vers 1880 (Paul Cézanne).

### Lieux et monuments
- Menhir de la Garenne : menhir situé dans le parc du Château de Vaux-le-Vicomte.
- Château de Vaux-le-Vicomte et son parc, classé au titre des monuments historiques[61].
- Église Saint-Étienne, inscrite au titre des monuments historiques[62].
- Maison des Carmes, ancienne Manufacture royale de tapisserie, inscrite au titre des monuments historiques[63].
- Lavoir communal situé sur la place Principale du village.
- Pont au lieu-dit Trois-Moulins : ce pont, situé sur l’Almont, fut peint par Paul Cézanne sous le titre Pont de Maincy.

### Personnalités liées à la commune
- André Le Nôtre (1613-1700), architecte, jardinier créateur des jardins du château de Vaux-le-Vicomte.
- Nicolas Fouquet (1615-1680), Surintendant du roi Louis XIV.
- Louis Le Vau (1612-1670), architecte français.
- François Louis Deforgues (1759-1840), homme politique, ministre des Affaires étrangères de la Convention, mourut à Maincy.
- Franz de Champagny (1804-1882), historien et académicien, a résidé au château du lieu-dit Trois-Moulins.
- Alfred Sommier (1835-1908), industriel, restaurateur du château de Vaux-le-Vicomte.
- Horace de Choiseul (1837-1915), diplomate et homme politique français.
- Paul Cézanne (1839-1906), a peint un célèbre tableau, le pont de Maincy, exposé au musée d'Orsay.
- Jean Alexandre Melchior de Vogüé (1898-1972), résistant français, membre du COMAC et homme d'affaires, mort à Maincy.

### Héraldique
| Blason de Maincy | Blason  | Parti : au 1) de gueules à six fleurs de lis d'argent ordonnées 3, 2 et 1, au 2) d'or à la fasce ondée d'argent, bordée d'azur, accompagnée de trois roues de moulin de sable. |
| Blason de Maincy | Détails | Le statut officiel du blason reste à déterminer. |